# Mi-mi prenda chi può (film 1957)
Mi-mi prenda chi può (Scrambled Aches) è un film del 1957 diretto da Chuck Jones. È un cortometraggio d'animazione della serie Looney Tunes, uscito negli Stati Uniti d'America il 26 gennaio 1957. Ha come protagonisti Willy il Coyote e Beep Beep. Dagli anni ottanta viene distribuito col titolo Mi prenda chi può.

## Trama
Mentre Willy (Eternamenti affamatus) insegue Beep Beep (Saporitus supersonicus) finisce per cadere da un ponte interrotto. Prova quindi a catturarlo o ucciderlo con i seguenti metodi:
- nascostosi dietro una roccia, tenta di far cadere Beep Beep facendogli lo sgambetto con una zampa finta, ma l'uccello non cade;
- cerca di lanciare un candelotto di dinamite con un lazo, ma esso finisce per legare Willy, che riceve quindi l'esplosione;
- insegue Beep Beep con un veicolo rudimentale composto da pattini a rotelle, ventilatore portatile e vela, ma non appena la strada fa una curva, si schianta addosso a una montagna;
- sedutosi su un fuoco d'artificio, accende la miccia; il fuoco tuttavia parte senza di lui, scorticandogli la pancia e poco dopo anche la schiena;
- fa cadere un macigno sull'estremità di un'altalena opposta a quella in cui si trova, nel tentativo di raggiungere Beep Beep in cima a una montagna, ma il masso gli atterra in testa;
- butta giù da un dirupo un'incudine che, dopo aver mancato Beep Beep, viene rilanciata indietro da una linea elettrica. L'incudine colpisce lo strapiombo con su Willy, che poco dopo precipita;
- cerca di lanciarsi con una molla, ma finisce per rimanervi intrappolato;
- tenta di gettare un masso liofilizzato in testa a Beep Beep poco dopo aver aggiunto l'acqua, ma il masso si reidrata subito, schiacciando Willy;
- accende un rullo compressore a vapore affinché insegua Beep Beep. Mentre l'uccello fugge, arriva a un bivio e prende la strada diversa da quella presa dal rullo, trovandosi a sua insaputa dentro a un cannone preparato da Willy. Quest'ultimo dà fuoco alla miccia, ma non vedendo il cannone sparare, guarda al suo interno e riceve l'esplosione. Mentre Beep Beep cavalca la palla di cannone sparata, Willy sporco di cenere si allontana nervoso e viene investito dal suo stesso rullo compressore, non prima di aver mostrato un cartello con scritto "Questa è la fine" (This is the end).

## Distribuzione

### Edizioni home video

#### VHS
America del Nord
- The Road Runner & Wile E. Coyote's Crash Course (1993)

Italia
- Gatti, sorci... e fantasia, 2ª parte (dicembre 1989)
- Wile E. Coyote & Road Runner n. 3 (ottobre 1991)

#### Laserdisc
- The Road Runner Vs. Wile E. Coyote: If At First You Don't Succeed... (18 maggio 1994)

#### DVD
Il corto fu pubblicato in DVD-Video in America del Nord nel secondo disco della raccolta Looney Tunes Golden Collection: Volume 2 (intitolato Road Runner and Friends) distribuita il 2 novembre 2004, in cui è visibile anche con la sola colonna musicale; il DVD fu pubblicato in Italia il 16 marzo 2005 nella collana Looney Tunes Collection, col titolo Beep Beep e i suoi amici. In Italia fu inserito anche nel DVD Giochetto o scherzetto? della collana I tuoi amici Looney Tunes, uscito il 21 ottobre 2009, mentre in America del Nord fu inserito nel primo disco della raccolta DVD Looney Tunes Spotlight Collection Volume 7, uscita il 13 ottobre 2009.